# 每分鐘轉速
每分鐘轉速，或稱之每分鐘迴轉數，英文RPM，全寫是，是轉動性物體在轉動速度上的一種衡量單位，所指的是一個物體在一分鐘內的旋轉圈數，一圈即是指一次的繞週轉動，若以數學上的角度單位來衡量即是轉動了360度。

## 應用
經常用RPM來做為轉速單位的有泵、馬達、引擎、棒球、碟機（如：光碟機、硬碟等），倘若某一馬達的說明書顯示它具有3,600RPM的轉速，表示該馬達每分鐘可以轉3,600圈，也就是每秒鐘約轉60圈。此外若引擎的說明書寫著轉速上限為10000RPM，如此一旦使引擎轉速突破此上限，就會被稱為「超轉」，超轉具有危險性，輕則引擎溫度升高、損壞引擎，重則與引擎關連的相關系統都一併故障，甚至可能危害到相關人員（如汽車引擎超轉，有可能危及駕駛與乘客）。
值得注意的是，RPM以分鐘作為時間基準單位，但近年來精密型轉動、精密型轉速的馬達愈來愈多，以分鐘為單位是早期技術尚不夠進步，每秒轉動的圈數尚不穩定時（如：這一秒轉590圈，下一秒轉611圈），因此才以分鐘為量測基準單位，如今逐漸的也開始有以每秒為單位的需要，特別是有精密控制旋轉圈數需求的馬達上。

## 單位轉換
- RPM 的直接意思對換為 rpm 、 RPM 或 rev/min （轉圈每分鐘）等
  - 「rev」不是正式單位，故又會略為 min-1 （每分鐘）
- SI 單位為 rad s-1 （弧度每秒）
  - 1 rev/min =  2π rad / 60 s = π rad / 30 s